# Rio Gruiu (Râul Mic)
O Rio Gruiu é um rio da Romênia, afluente do Mic, localizado no distrito de Alba.